# 강화군

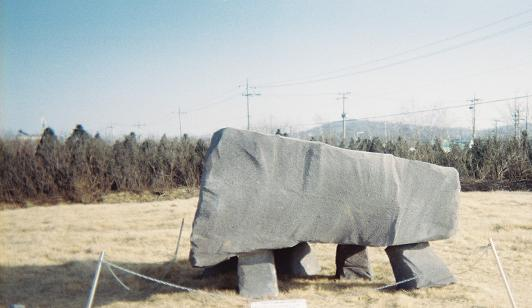
강화도 고인돌

강화군(江華郡)은 대한민국 인천광역시 북서부의 군이다. 강화도, 교동도, 석모도 등 섬으로만 이루어진 지역이다. 군청 소재지는 강화읍이고, 행정구역은 1읍 12면이다.
1995년 경기도에서 인천광역시로 편입되었다. 행정구역상 인천광역시에 속해 있지만, 인천광역시와는 직접적인 육로가 없고, 육지와의 교통로 두 곳은 모두 경기도 김포시와 이어져 있기 때문에 실질 월경지이다.

## 역사
강화군은 멀리 고조선 개국과 그 역사를 함께하며 도서 특유의 지정학적 숙명으로 인해서 삼국시대부터 나라의 흥망성쇠를 좌우하는 중요한 역할을 감당하였다. 남북국 시대 신라 때인 757년 경덕왕 16년에 이르러 수진현, 호음현, 교동현 등을 묶어 해구군(海口郡)으로 편재, 개칭하였다. 844년 문성왕 6년에는 혈구진을 설치하였다.
고려 시대에 이르러 940년 태조 23년에 강화현으로 개편되었다. 강화는 국가에 커다란 변란이 있을 때마다 제2의 수도역할을 수행하여 39년간 고려시대의 왕도 역할을 하였다. 이때는 '지군사'로 승격되기도 하였다. 처음으로 강화에 천도한 것은 고려 고종으로 몽고군이 개경에 침범하자, 당시의 권신 최우의 권유로 천도하였고, 원종도 강화에 머무른 바 있다. 강화도에 머무르는 동안 간척 사업을 실시하였는데 이는 20세기까지 이어지는 강화도 주변의 해안간척의 시초가 되었다. 고종은 1232년 개경에서 강화로 옮기면서 강화군으로 승격하고, 이령군으로 하여금 방어선인 내성 축조공사를 일으키는 한편 궁전, 사찰 등을 모두 당시의 왕도인 개경을 모방케하고, 궁전 배후의 산을 송악이라 하였다. 내성이 완공되자 다음해 겨울에 외성을 쌓게 하였다. 1363년 공민왕 때는 강화부로 승격되었다.
| Daedongyeojido (Gyujanggak) 12-04.jpg |
| Daedongyeojido (Gyujanggak) 13-05.jpg |

조선 시대에 들어와서도 태조, 정종, 태종의 세 왕이 일시적이나마 강화에 잠행한 일이 있고, 특히 1394년 태종은 강화에 도호부사를 두어 방어를 강화했으며, 1627년 정묘호란 때도 인조는 강화로 피신하였으며 이때 강화유수부로 승격하였다. 병자호란 때에는 강화로의 몽진이 여의치 못하여 결국 남한산성으로 방향을 옮겼다. 조선 17대 효종은 성의 축조와 군량 보충을 강화하였고 19대 숙종은 인조시대부터 수비를 강화하기 위한 진(鎭)과 보(堡)를 증설하고, 각 진에 돈(墩)을 설치하여 분담 수비하게 하였으며 강화도 건너편의 김포의 문수산성의 축성 등 모든 방비를 강화시켰다.

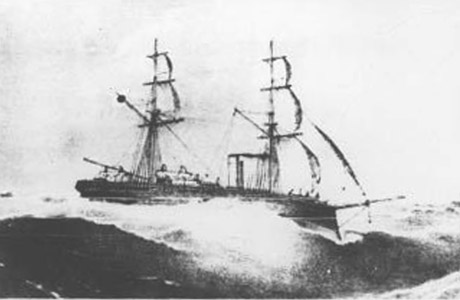
운요호

1866년 병인양요, 1871년 신미양요, 1875년 운요호 사건이 강화군에서 벌어지는 등 조선 말기 새로운 문명과의 충돌현장이 곧 강화도였다. 1895년 지방제도가 개편됨에 따라 강화군이 되었고, 1896년 잠시 강화부로 승격되었다가, 1906년 군으로 환원되어 지금에 이르고 있다. 1914년 군면 통폐합으로 교동군이 강화군에 편입되었다.
1973년 7월 1일 강화면이 강화읍으로 승격되었다. 1983년 2월 15일 하점면 양오리가 송해면으로 편입되었다. 1995년 3월 1일 경기도에서 인천광역시로 편입되었다.

## 지리
국토 공간상 한반도 중심부의 서쪽 끝에 자리잡고 있는 우리나라 5대섬 중의 하나로 한강, 임진강, 예성강 하류를 경계로 조선민주주의인민공화국의 연백군과 개풍군에 인접해 있다. 강화군을 중심으로 동쪽은 강화해협을 사이에 두고 김포시가, 서쪽은 서해 바다, 그리고 남쪽은 해안의 대규모 갯벌을 지나 옹진군의 여러 섬들과 인천국제공항이 자리하고 있다. 지리학적 위치는 동경 128도 2분에서 128도 30분 사이와 북위 37도 31분에서 37도 48분 사이에 자리하고 9개의 유인도와 17개의 무인도로 이루어져 있다. 강화의 지형지세는 타원형으로 남북은 해안까지 거리가 28 km(70리), 동서간 거리는 16 km(40리)이며 해안선의 총연장은 247km이다. 본섬은 서해안의 한강 하구로 인해 좁은 해협을 사이에 두고 육지와 분리되어 섬을 이루고 있고 비교적 산악이 많으나 지리상 노년기 상태에 있기 때문에 대체로 둥근산 모양을 이루고 있으며 하부에 이를수록 경사가 완만해지는 형태를 나타내 일반적으로 평균 고도는 매우 낮은 편이다.

### 기후
강화군은 사계절이 뚜렷하며 서해와 접해 있으면서도 강화도 북부에 한해 해양성 기후의 특징이 별로 나타나지 않고 있다. 다만 남부 지역은 난류의 영향으로 내륙인 김포시보다 겨울철에 기온이 높다. 연평균 기온은 11.7 °C 여름 기온은 비슷하나 강화도 겨울은 비교적 추운 편이다. 연평균 강수량은 1,333mm로서 우리나라 평균 강우량과 비슷하며 하천의 길이가 짧고 도서지역의 지리적 특성상 홍수의 피해가 적은 편이다. 바람의 주풍은 북서풍계열의 바람이 불고 연평균 풍속은 2.0m/s정도이다.
| 강화기상관측소 (인천광역시 강화군 불은면 삼성리, 해발 47.84m)의 기후 | 강화기상관측소 (인천광역시 강화군 불은면 삼성리, 해발 47.84m)의 기후 | 강화기상관측소 (인천광역시 강화군 불은면 삼성리, 해발 47.84m)의 기후 | 강화기상관측소 (인천광역시 강화군 불은면 삼성리, 해발 47.84m)의 기후 | 강화기상관측소 (인천광역시 강화군 불은면 삼성리, 해발 47.84m)의 기후 | 강화기상관측소 (인천광역시 강화군 불은면 삼성리, 해발 47.84m)의 기후 | 강화기상관측소 (인천광역시 강화군 불은면 삼성리, 해발 47.84m)의 기후 | 강화기상관측소 (인천광역시 강화군 불은면 삼성리, 해발 47.84m)의 기후 | 강화기상관측소 (인천광역시 강화군 불은면 삼성리, 해발 47.84m)의 기후 | 강화기상관측소 (인천광역시 강화군 불은면 삼성리, 해발 47.84m)의 기후 | 강화기상관측소 (인천광역시 강화군 불은면 삼성리, 해발 47.84m)의 기후 | 강화기상관측소 (인천광역시 강화군 불은면 삼성리, 해발 47.84m)의 기후 | 강화기상관측소 (인천광역시 강화군 불은면 삼성리, 해발 47.84m)의 기후 | 강화기상관측소 (인천광역시 강화군 불은면 삼성리, 해발 47.84m)의 기후 |
| 월                                                                   | 1월                                                                  | 2월                                                                  | 3월                                                                  | 4월                                                                  | 5월                                                                  | 6월                                                                  | 7월                                                                  | 8월                                                                  | 9월                                                                  | 10월                                                                 | 11월                                                                 | 12월                                                                 | 연간                                                                 |
| -------------------------------------------------------------------- | -------------------------------------------------------------------- | -------------------------------------------------------------------- | -------------------------------------------------------------------- | -------------------------------------------------------------------- | -------------------------------------------------------------------- | -------------------------------------------------------------------- | -------------------------------------------------------------------- | -------------------------------------------------------------------- | -------------------------------------------------------------------- | -------------------------------------------------------------------- | -------------------------------------------------------------------- | -------------------------------------------------------------------- | -------------------------------------------------------------------- |
| 역대 최고 기온 °C (°F)                                               | 12.6 (54.7)                                                          | 17.4 (63.3)                                                          | 22.3 (72.1)                                                          | 29.2 (84.6)                                                          | 31.0 (87.8)                                                          | 33.2 (91.8)                                                          | 35.5 (95.9)                                                          | 35.8 (96.4)                                                          | 33.3 (91.9)                                                          | 28.3 (82.9)                                                          | 23.8 (74.8)                                                          | 16.0 (60.8)                                                          | 35.8 (96.4)                                                          |
| 일평균 최고 기온 °C (°F)                                             | 1.7 (35.1)                                                           | 4.5 (40.1)                                                           | 9.8 (49.6)                                                           | 16.2 (61.2)                                                          | 21.4 (70.5)                                                          | 25.4 (77.7)                                                          | 27.6 (81.7)                                                          | 29.0 (84.2)                                                          | 25.5 (77.9)                                                          | 19.5 (67.1)                                                          | 11.5 (52.7)                                                          | 3.9 (39.0)                                                           | 16.3 (61.3)                                                          |
| 일일 평균 기온 °C (°F)                                               | −3.2 (26.2)                                                          | −0.7 (30.7)                                                          | 4.6 (40.3)                                                           | 10.7 (51.3)                                                          | 16.0 (60.8)                                                          | 20.5 (68.9)                                                          | 23.7 (74.7)                                                          | 24.7 (76.5)                                                          | 20.2 (68.4)                                                          | 13.7 (56.7)                                                          | 6.3 (43.3)                                                           | −0.9 (30.4)                                                          | 11.3 (52.3)                                                          |
| 일평균 최저 기온 °C (°F)                                             | −8.1 (17.4)                                                          | −5.8 (21.6)                                                          | −0.6 (30.9)                                                          | 5.3 (41.5)                                                           | 11.0 (51.8)                                                          | 16.3 (61.3)                                                          | 20.6 (69.1)                                                          | 21.2 (70.2)                                                          | 15.6 (60.1)                                                          | 8.1 (46.6)                                                           | 1.2 (34.2)                                                           | −5.7 (21.7)                                                          | 6.6 (43.9)                                                           |
| 역대 최저 기온 °C (°F)                                               | −22.5 (−8.5)                                                         | −19.4 (−2.9)                                                         | −11.3 (11.7)                                                         | −4.4 (24.1)                                                          | 1.6 (34.9)                                                           | 6.9 (44.4)                                                           | 12.7 (54.9)                                                          | 12.5 (54.5)                                                          | 3.0 (37.4)                                                           | −4.2 (24.4)                                                          | −12.0 (10.4)                                                         | −19.8 (−3.6)                                                         | −22.5 (−8.5)                                                         |
| 평균 강수량 mm (인치)                                                | 15.6 (0.61)                                                          | 22.5 (0.89)                                                          | 31.4 (1.24)                                                          | 64.9 (2.56)                                                          | 110.9 (4.37)                                                         | 110.0 (4.33)                                                         | 355.6 (14.00)                                                        | 300.4 (11.83)                                                        | 131.5 (5.18)                                                         | 55.8 (2.20)                                                          | 46.3 (1.82)                                                          | 21.3 (0.84)                                                          | 1,266.2 (49.85)                                                      |
| 평균 강수일수 (≥ 0.1 mm)                                             | 5.0                                                                  | 4.8                                                                  | 6.0                                                                  | 7.5                                                                  | 8.2                                                                  | 8.6                                                                  | 14.1                                                                 | 11.9                                                                 | 7.4                                                                  | 5.6                                                                  | 7.5                                                                  | 6.6                                                                  | 93.2                                                                 |
| 평균 상대 습도 (%)                                                   | 63.6                                                                 | 61.0                                                                 | 61.4                                                                 | 62.4                                                                 | 68.6                                                                 | 75.1                                                                 | 82.8                                                                 | 79.9                                                                 | 73.8                                                                 | 68.9                                                                 | 67.8                                                                 | 65.4                                                                 | 69.2                                                                 |
| 평균 월간 일조시간                                                   | 186.2                                                                | 186.5                                                                | 217.0                                                                | 221.7                                                                | 235.3                                                                | 208.5                                                                | 153.0                                                                | 184.9                                                                | 203.8                                                                | 214.3                                                                | 166.0                                                                | 171.8                                                                | 2,349                                                                |
| 출처: 기상청 (평년값: 1991년~2020년, 극값: 1972년~현재)              |                                                                      |                                                                      |                                                                      |                                                                      |                                                                      |                                                                      |                                                                      |                                                                      |                                                                      |                                                                      |                                                                      |                                                                      |                                                                      |

## 행정 구역
강화군의 행정구역은 1읍 12면 185리로 되어 있으며, 면적은 인천광역시의 39%인 411.35 km2이다. 군 전체 인구 가운데 3분의 1이 강화읍에 집중되어 있다. 인구는 2016년 12월 말 주민등록 기준으로 6만8010 명, 3만1106 가구이다.

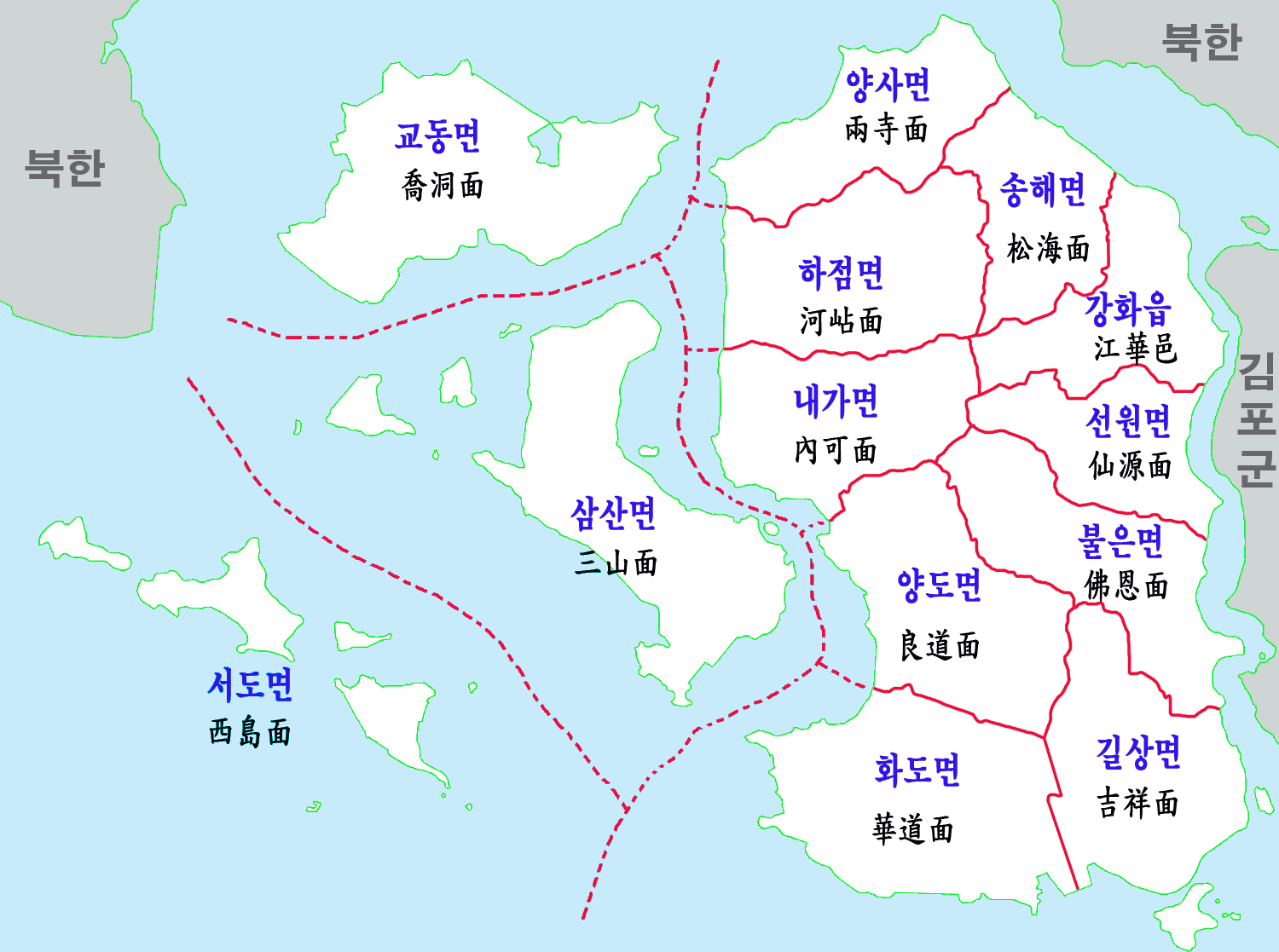

| 읍·면  | 한자   | 면적 (km2) | 인구 (명) | 세대   |
| ------ | ------ | ---------- | --------- | ------ |
| 강화읍 | 江華邑 | 24.96      | 22,908    | 9,804  |
| 선원면 | 仙源面 | 21.39      | 7,602     | 3,157  |
| 불은면 | 佛恩面 | 31.45      | 4,578     | 2,195  |
| 길상면 | 吉祥面 | 35.07      | 6,680     | 3,077  |
| 화도면 | 華道面 | 42.33      | 4,410     | 2,155  |
| 양도면 | 良道面 | 35.43      | 3,909     | 1,835  |
| 내가면 | 內可面 | 29.77      | 3,076     | 1,575  |
| 하점면 | 河岾面 | 36.20      | 4,000     | 1,973  |
| 양사면 | 兩寺面 | 26.46      | 1,829     | 913    |
| 송해면 | 松海面 | 22.38      | 3,029     | 1,413  |
| 교동면 | 喬桐面 | 47.15      | 3,001     | 1,437  |
| 삼산면 | 三山面 | 45.63      | 2,319     | 1,201  |
| 서도면 | 西島面 | 13.21      | 669       | 371    |
| 강화군 | 江華郡 | 411.4      | 68,010    | 31,106 |

## 인구
| 연도   | 총인구    |
| ------ | --------- |
| 1966년 | 118,482명 |
| 1970년 | 107,279명 |
| 1975년 | 103,034명 |
| 1980년 | 90,797명  |
| 1985년 | 83,024명  |
| 1990년 | 71,600명  |
| 1995년 | 64,695명  |
| 2000년 | 60,289명  |
| 2005년 | 57,705명  |
| 2010년 | 56,423명  |
| 2015년 | 62,291명  |

## 산업

### 농업
- 주민의 약 70%가 농업에 종사하며 주 작물이 쌀이다.

### 수산업
- 국가어항 : 어유정항
- 지방어항 : 선두항, 주문항, 후포항, 정포항
- 어촌정주어항 : 황산도항, 선두4리항, 분오리항, 더러미항, 건평항, 서두물항, 초지항

### 특산물
- 화문석: 왕골을 건조하여 자리를 엮은 것으로 주로 가내 수공업 형태로 이루어진다. 1980년대에는 생산 수요가 크게 증가하여 농가 부수입으로 대부분을 차지하였으나 현재는 수요의 감소로 일부 전문 생산자들에 의해 제작되고 있다.
- 인삼: 20세기초에 개성에서 재배기술이 도입되어 전파된 인삼은 그 생산량이 크게 늘어나 한때는 전국 생산량의 40% 이상을 차지하기도 했으나, 현재는 재배면적이 많이 줄어들었다.
- 순무: 강화에서만 생산되는 무로 19세기 프랑스로부터 전파되었다. 순무김치는 일반 무김치에 비하여 단맛이 도는 독특한 식품으로 타지에서 수요가 늘어 상품으로 개발되어 판매되고 있다.

## 교통

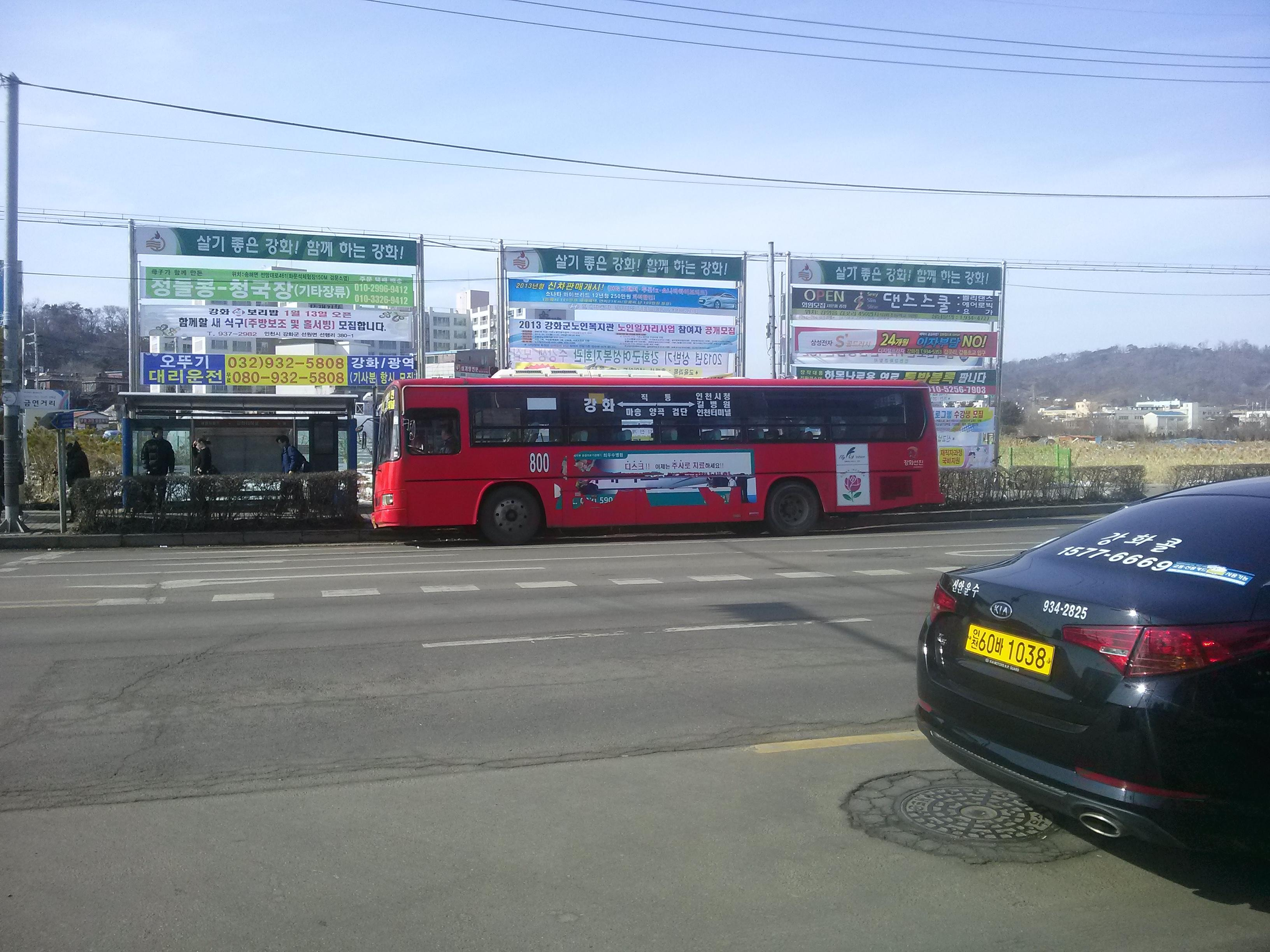
강화군을 통과하는 인천 800번 버스

조선시대 이전에는 주요 교통 수단이 뱃길이었으나 1970년 강화대교가 개통되면서 육상교통이 발달하게 되었다. 인천광역시와 직접적으로 연결되는 도로가 없기 때문에 강화군에서 인천광역시의 다른 지역으로 가기 위해서는 경기도 김포시를 거쳐가야 한다.

### 도로
고속도로는 지나지 않으며 일반 국도 1개 노선과 국가지원지방도 1개 노선이 강화군을 지나고 있다.
- 국도 제48호선
- 국가지원지방도 제84호선

### 항구
한국 전쟁 이후 북한과 인접한 관계로 수산업이 제한되어 항구가 쇠퇴하였고 강화대교 개통 이후에는 여객 이용마저 줄어 현재에는 2개항 정도가 소규모로 운영된다.
- 어항(여객항을 겸함):외포리(석모도 행), 창후리(교동도 행)

### 다리
1970년 강화대교가 건설된 이후 연륙교(連陸橋)와 연도교(連島橋)가 지속적으로 계획 건설되고 있다
- 연륙교 : 강화대교(통행금지), 신(新)강화대교, 강화초지대교, 강화도-개성간 연륙교(계획중) 교동도-연안간 연륙교 (계획중)
- 연도교 : 교동대교, 석모대교, 영종-강화 연도교(기공식은 가졌으나 답보상태)[9]

### 버스
- 시내버스 : 강화군의 시내버스
- 시외버스 : 강화여객자동차터미널

## 군청
- 현재 강화군청은 인천광역시 강화군 강화읍에 위치하고 있다.
  - 군수실
  - 부군수실
  - 민원담당감사관
  - 기획행정복지국

## 직속기관 및 사업소
- 직속기관
  - 강화군 보건소
  - 강화군 농업기술센터
- 사업소
  - 문화재사업소
  - 건설지원사업소
  - 석모도자연휴양림관리사업소

## 교육 기관
- 사립대학교

|  | - 가천대학교 강화캠퍼스 | - 안양대학교 | - 인천가톨릭대학교 |

- 고등학교

|  | - 강화고등학교 - 강화여자고등학교 | - 교동고등학교 - 삼량고등학교 | - 서도고등학교 - 산마을고등학교 | - 덕신고등학교 - 강남영상미디어고등학교 |

## 스포츠
- SSG 퓨처스필드 - SSG 랜더스 2군 홈구장

## 문화·관광
- 교동도

강화 창후리 선착장에서 오전 7시 30분부터 오후 5시까지 교동도행 여객선이 떠난다. 밀물 때는 15분, 썰물 땐 50분 걸린다. 3200여명이 사는 작은 섬에 교회가 12개나 된다.
- 강화산성(江華山城) 사적 제132호
- 삼랑성(三郞城) 사적 제130호
- 강화 고려궁지 사적 제133호
- 성공회 강화성당 사적 제424호
- 마니산
- 화도면 장화리 일대의 너른 갯벌은 사진작가들에게 멋진 일몰 촬영 장소로 알려져 있다. 이곳은 동막해변과 이어지는 아름다운 갯벌 중 하나이자 서해 3대 일몰 촬영지이다. 밀물 때는 잔잔한 수면 위를, 썰물 때는 넓게 펼쳐진 갯벌을 온통 붉게 물들이는 부드럽고 장엄한 색조가 인상적이다.[11]
- 영화관이 없던 곳에 강화군이 강화문예회관 2층에 91석(장애인석 2석 포함/89석 일반석) 2015년 2월 5일에 개관한 강화작은영화관 보관됨 2024-01-17 - 웨이백 머신이 있다.

### 축제
- 강화 고인돌 문화 축제: 하점면 부근리 고인돌 유적지와 읍에서 가을에 열린다.
- 진달래 축제: 매년 봄 고려산 일대에서 열린다. 부정기적 휴식년이 있다.
- 강화도 새우젓 축제: 매년 내가면 외포리 외포항에서 가을에 열린다.  보관됨 2006-05-13 - 웨이백 머신
- 단군대제:
- 춘계석전대제: 강화향교, 교동향교에서 여는 유교 행사
- 추계석전대제: 상동

## 자매 도시
| 지역 & 국가 | 도시           | 도시             |
| ----------- | -------------- | ---------------- |
| 대한민국    | 경상남도       | 남해군           |
| 대한민국    | 서울특별시     | 강남구           |
| 대한민국    | 서울특별시     | 양천구           |
| 대한민국    | 전라남도       | 진도군           |
| 대한민국    | 제주특별자치도 | 제주시           |
| 중국        | 베이징시(北京) | 둥청구(东城区)   |
| 중국        | 저장성(浙江省) | 저우산시(舟山市) |